# Czarcia miotła

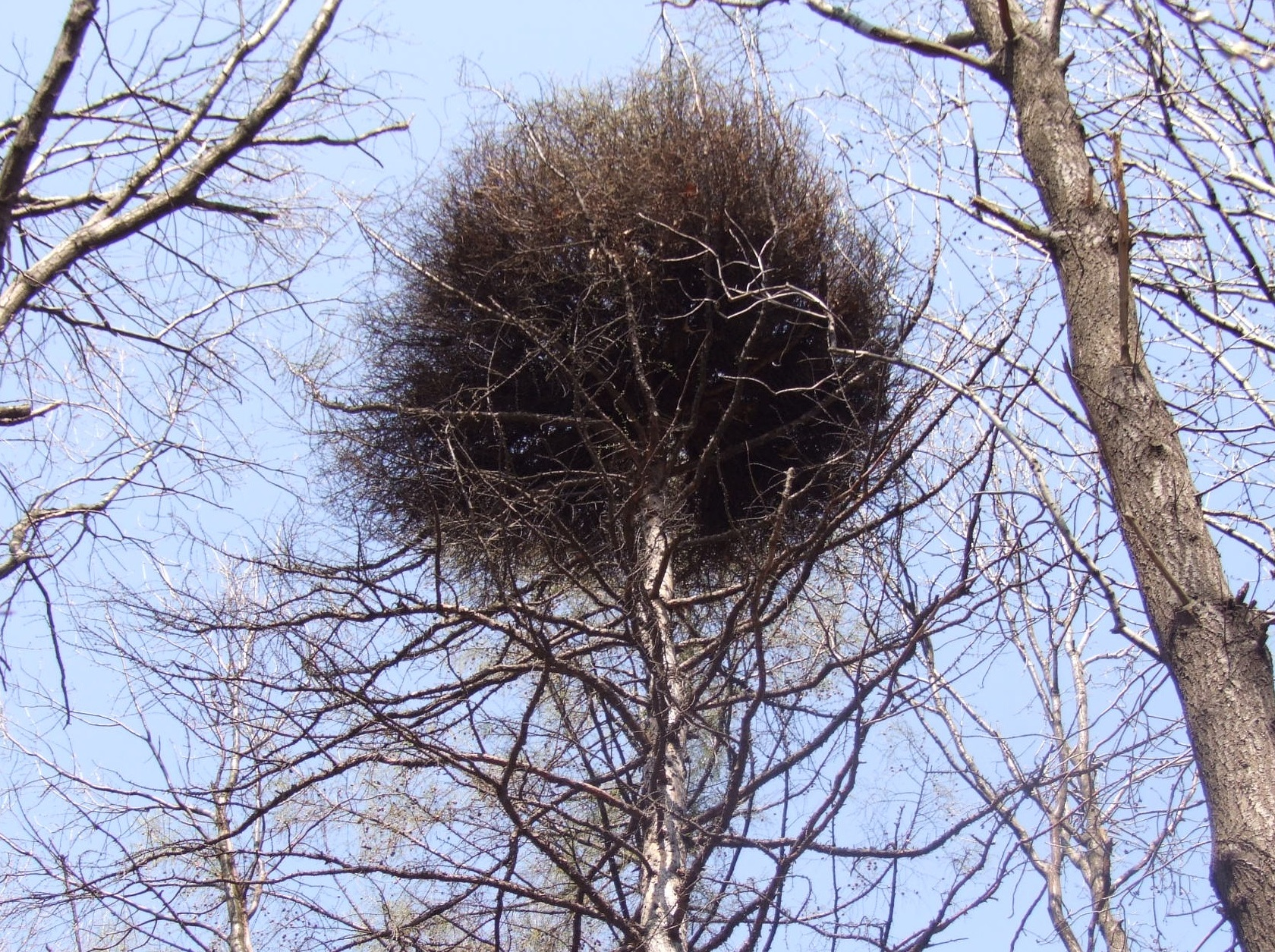
Czarcia miotła na wierzchołku modrzewia

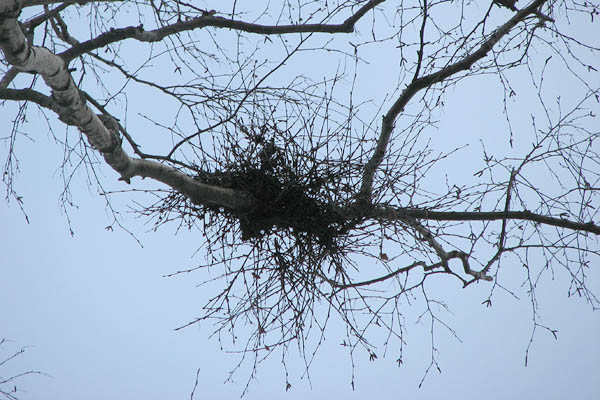
Spowodowana przez Taphrina betulina czarcia miotła na brzozie

Czarcia miotła – rodzaj potworności roślin objawiający się powstaniem wyrośla, będącego gęstym skupieniem silnie rozgałęzionych, nienormalnie rozwiniętych pędów płonnych. Czarcie miotły występują na drzewach i krzewach – zarówno liściastych, jak i iglastych. Na jednym drzewie czy krzewie może występować więcej niż jedna, obserwowano przypadek, gdy na jednej jodle było ich kilkadziesiąt. Są długoletnie, u jodły na przykład żyją nawet 20 lat. Powstają wskutek zahamowania rozwoju pędu głównego i patologicznego rozwoju wszystkich pąków bocznych (normalnie rozwijają się tylko niektóre z nich){. Bezpośrednimi przyczynami takiego zaburzonego rozwoju pędów są:
- infekcje grzybowe (powodowane m.in. przez szpetkowce i rdzowce), bakteryjne lub wirusowe. Znane są następujące gatunki grzybów powodujące powstawanie czarcich mioteł: Melampsorella caryophyllacearum na jodłach, Taphrina betulina na brzozach (czarcia miotła brzozy), Taphrina epiphylla na olszach, Taphrina carpini na grabach, Taphrina acerina na klonie zwyczajnym[2], Taphrina cerasi na czereśniach i wiśniach[3], oraz Chrysomyxa arctostaphyli na świerkach. Fitoplazma Candidatus Phytoplasma mali powoduje u jabłoni chorobę proliferacja jabłoni lub miotlastość jabłoni[4].
- mutacje w merystemie wierzchołkowym pędów[5]. Wykazują własności dziedziczne. Zaobserwowano, że po wysianiu nasion z szyszek wyrosłych na takich czarcich miotłach pewna ilość wyrosłych z nich nowych drzew również posiada czarcie miotły. Udaje się je przeszczepiać na zdrowe drzewa[6].

Czarcie miotły wywoływane przez organizmy pasożytnicze bywają zaliczane do galasów typu organoidowego, tj. będących rozpoznawalnymi organami.
Sadzonki z pędów pobranych z czarcich mioteł spowodowanych przez mutacje zachowują specyficzny sposób wzrostu i wykorzystywane są przez szkółkarzy do otrzymywania nowych odmian. Przykładem jest np. kultywar świerka pospolitego Picea abies ‘Little Gem’, otrzymany z czarciej miotły świerka odmiany ‘Nidiformis’. Niektórzy szkółkarze uzyskane w ten sposób kultywary poddają ochronie patentowej. W leśnictwie czarcie miotły nie powodują istotnych szkód ze względu na sporadyczność występowania.